# Toni Fritsch
Anton K. Fritsch (Petronell-Carnuntum, 10 de julho de 1945 - Viena, 13 de setembro de 2005), mais conhecido por Toni Fritsch, foi um jogador austríaco profissional de futebol americano e de futebol. É, até hoje, o único esportista a conquistar pelo menos um título em ambos esportes: ele conquistou o Campeonato Austríaco de Futebol em 1964, 1967 e 1968, e o Super Bowl em 1972.

## Carreira

### Futebol
No futebol, Toni atuava como atacante. Ele vestiu a camisa do Rapid Wien em 123 partidas e marcou 15 gols. Com a equipe, foi campeão da Österreichische Fußball-Bundesliga por 3 vezes (1964, 1967, 1968) e da Austrian Cup 2 vezes (1968, 1969).
Pela Seleção Austríaca, ele fez 9 jogos, e anotou 2 gols, ambos na vitória da Áustria por 3x2 sobre a Inglaterra, em Wembley, no dia 20 de Outubro de 1965.

### Futebol Americano
Toni Fritsch foi campeão da temporada de 1971 da National Football League jogando pelo Dallas Cowboys.

## Conquistas

### Futebol
Rapid Wien
- Österreichische Fußball-Bundesliga (3): 1964, 1967, 1968
- Austrian Cup (2): 1968, 1969

### Futebol Americano
Dallas Cowboys
- Super Bowl (1): 1971